# Letraset
Letraset je popularni naziv za postupak lijepljenja već gotovih znakova (slova i brojeva) ili grafičkih elemenata s prozirne folije na podlogu. Stavljanjem folije na podlogu te trljanjem, željeni se znak odvaja od folije i lijepi na podlogu. 
Posebno je bio popularan u tiskarstvu u vrijeme prije pojave fotosloga te računalne obrade teksta i stolnog izdavaštva. Omogućavao je brzu izradu kraćih tekstova za daljnju reprodukciju. U prodaji su razne vrste pisama u raznim veličinama. Naziv je dobio po istoimenoj britanskoj tvrtci iz Ashforda koja ga proizvodi.